# ملیسا گومز
ملیسا گومز (انگلیسی: Mélissa Gomes؛ زادهٔ ۲۷ آوریل ۱۹۹۴) بازیکن فوتبال اهل فرانسه است.
از باشگاه‌هایی که در آن بازی کرده‌است می‌توان به باشگاه فوتبال استاد رنس اشاره کرد.
وی همچنین در تیم‌های ملی فوتبال زنان پرتغال بازی کرده‌است.